# پاکوشچ
پاکوشچ (به لاتین: Pakość، تلفظ: [ˈpakɔɕt͡ɕ]) یک شهرک در لهستان است که در شهرستان اینوروتسواف واقع شده‌است.

## خصوصیات
پاکوشچ ۳٫۴۶ کیلومترمربع مساحت و ۵٬۷۸۹ نفر جمعیت دارد.